# La battaglia dei dannati
La battaglia dei dannati (Battle of the Damned) è un film del 2013 diretto da Christopher Hatton.

## Trama
Un gruppo di soldati viene ingaggiato da un uomo che vuole salvare la figlia, rimasta intrappolata in una città devastata da un'epidemia. Il maggiore Gatling è l'unico a sopravvivere e, per poter salvare la ragazza, dovrà combattere una "battaglia dei dannati" contro degli zombie.